# Similișoara, Vaslui
Similișoara este un sat în comuna Bogdana din județul Vaslui, Moldova, România.

## Personalități
- Iacov Antonovici (1856-1931) - episcop ortodox al Dunării de Jos (1923-1924), apoi episcop al Hușilor (1924-1931); a fost ales ca membru de onoare al Academiei Române (1919)

 Acest articol despre o localitate din județul Vaslui este deocamdată un ciot. Puteți ajuta Wikipedia prin completarea lui.